# Jana Novotná
Jana Novotná (Brno, 2 ottobre 1968 – Brno, 19 novembre 2017) è stata una tennista ceca.

## Biografia
Adottava uno stile di gioco serve & volley, piuttosto raro nel tennis femminile. Oltre alla vittoria in singolare nel Torneo di Wimbledon, ottenuta nel 1998, conquistò dodici titoli nei tornei del Grande Slam nella specialità del doppio. Nel 1993, a Wimbledon, giocò il suo tennis migliore, tanto da eliminare l'argentina Gabriela Sabatini nei quarti di finale e nel penultimo round Martina Navrátilová (sarà quello l'unico successo di Jana contro la sua ex connazionale), ma in finale fu sconfitta da Steffi Graf.
Jana rappresentò alle Olimpiadi prima la Cecoslovacchia, quindi la Repubblica Ceca. Nell'edizione di Seul vinse un argento in doppio, mentre ad Atlanta si aggiudicò un argento (in doppio) e un bronzo (in singolare). Si ritirò dalle competizioni agonistiche nel 1999. Complessivamente in carriera vinse 110 tornei, 24 come singolarista e 76 come doppista. Dal 2000 al 2002 commentò gli incontri del torneo di Wimbledon per la BBC. Nel 2005 Jana Novotná fu introdotta nella International Tennis Hall of Fame.
Morì nel novembre 2017, all'età di 49 anni, per un cancro alle ovaie.

## Finali disputate

### Tornei del Grande Slam

#### Singolare: 4 (1 vittoria, 3 sconfitte)
| Risultato  | Anno | Torneo          | Superficie | Avversaria       | Punteggio        |
| ---------- | ---- | --------------- | ---------- | ---------------- | ---------------- |
| Finalista  | 1991 | Australian Open | Cemento    | Monica Seles     | 7–5, 3–6, 1–6    |
| Finalista  | 1993 | Wimbledon       | Erba       | Steffi Graf      | 6(6)–7, 6–1, 4–6 |
| Finalista  | 1997 | Wimbledon       | Erba       | Martina Hingis   | 6–2, 3–6, 3–6    |
| Vincitrice | 1998 | Wimbledon       | Erba       | Nathalie Tauziat | 6–4, 7–6(2)      |

#### Doppio femminile: 23 (12 vittorie, 11 sconfitte)
| Risultato  | Anno | Torneo          | Superficie  | Compagna                | Avversarie                         | Punteggio        |
| ---------- | ---- | --------------- | ----------- | ----------------------- | ---------------------------------- | ---------------- |
| Vincitrice | 1989 | Wimbledon       | Erba        | Helena Suková           | Larisa Neiland Natasha Zvereva     | 6–1, 6–2         |
| Vincitrice | 1990 | Australian Open | Cemento     | Helena Suková           | Patty Fendick Mary Joe Fernández   | 7–6(5), 7–6(6)   |
| Vincitrice | 1990 | Roland Garros   | Terra rossa | Helena Suková           | Larisa Neiland Natasha Zvereva     | 6–4, 7–5         |
| Vincitrice | 1990 | Wimbledon       | Erba        | Helena Suková           | Kathy Jordan Elizabeth Smylie      | 6–3, 6–4         |
| Finalista  | 1990 | US Open         | Cemento     | Helena Suková           | Gigi Fernández Martina Navrátilová | 2–6, 4–6         |
| Finalista  | 1991 | Australian Open | Cemento     | Gigi Fernández          | Patty Fendick Mary Joe Fernández   | 6(4)–7, 1–6      |
| Vincitrice | 1991 | Roland Garros   | Terra rossa | Gigi Fernández          | Larisa Neiland Natasha Zvereva     | 6–4, 6–0         |
| Finalista  | 1991 | Wimbledon       | Erba        | Gigi Fernández          | Larisa Neiland Natasha Zvereva     | 4–6, 6–3, 4–6    |
| Finalista  | 1991 | US Open         | Cemento     | Larisa Neiland          | Pam Shriver Natasha Zvereva        | 4–6, 6–4, 6(5)–7 |
| Finalista  | 1992 | Wimbledon       | Erba        | Larisa Neiland          | Gigi Fernández Natasha Zvereva     | 4–6, 1–6         |
| Finalista  | 1992 | US Open         | Cemento     | Larisa Neiland          | Gigi Fernández Natasha Zvereva     | 6(4)–7, 1–6      |
| Finalista  | 1993 | Roland Garros   | Terra rossa | Larisa Neiland          | Gigi Fernández Natasha Zvereva     | 3–6, 5–7         |
| Finalista  | 1993 | Wimbledon       | Erba        | Larisa Neiland          | Gigi Fernández Natasha Zvereva     | 4–6, 7–6(7), 4–6 |
| Finalista  | 1994 | Wimbledon       | Erba        | Arantxa Sánchez Vicario | Gigi Fernández Natasha Zvereva     | 4–6, 1–6         |
| Vincitrice | 1994 | US Open         | Cemento     | Arantxa Sánchez Vicario | Katerina Maleeva Robin White       | 6–3, 6–3         |
| Vincitrice | 1995 | Australian Open | Cemento     | Arantxa Sánchez Vicario | Gigi Fernández Natasha Zvereva     | 6–3, 6(3)–7, 6–4 |
| Finalista  | 1995 | Roland Garros   | Terra rossa | Arantxa Sánchez Vicario | Gigi Fernández Natasha Zvereva     | 6(6)–7, 6–4, 7–5 |
| Vincitrice | 1995 | Wimbledon       | Erba        | Arantxa Sánchez Vicario | Gigi Fernández Natasha Zvereva     | 7–5, 5–7, 4–6    |
| Finalista  | 1996 | US Open         | Cemento     | Arantxa Sánchez Vicario | Gigi Fernández Natasha Zvereva     | 6–1, 1–6, 4–6    |
| Vincitrice | 1997 | US Open         | Cemento     | Lindsay Davenport       | Gigi Fernández Natasha Zvereva     | 6–3, 6–4         |
| Vincitrice | 1998 | Roland Garros   | Terra rossa | Martina Hingis          | Lindsay Davenport Natasha Zvereva  | 6–1, 7–6(4)      |
| Vincitrice | 1998 | Wimbledon       | Erba        | Martina Hingis          | Lindsay Davenport Natasha Zvereva  | 6–3, 3–6, 8–6    |
| Vincitrice | 1998 | US Open         | Cemento     | Martina Hingis          | Lindsay Davenport Natasha Zvereva  | 6–3, 6–3         |

#### Doppio misto: 5 (4 vittorie, 1 finale)
| Risultato  | Anno | Torneo          | Superficie | Compagno        | Avversari                         | Punteggio     |
| ---------- | ---- | --------------- | ---------- | --------------- | --------------------------------- | ------------- |
| Vincitrice | 1988 | Australian Open | Cemento    | Jim Pugh        | Martina Navrátilová Tim Gullikson | 5–7, 6–2, 6–4 |
| Vincitrice | 1988 | US Open         | Cemento    | Jim Pugh        | Elizabeth Smylie Patrick McEnroe  | 7–5, 6–3      |
| Vincitrice | 1989 | Australian Open | Cemento    | Jim Pugh        | Zina Garrison Sherwood Stewart    | 6–3, 6–4      |
| Vincitrice | 1989 | Wimbledon       | Erba       | Jim Pugh        | Jenny Byrne Mark Kratzmann        | 4–6, 7–5, 6–4 |
| Finalista  | 1994 | US Open         | Cemento    | Todd Woodbridge | Elna Reinach Patrick Galbraith    | 6–2, 6–4      |

### Olimpiadi

#### Singolare: 1 (1 medaglia di bronzo)
| Risultato | Anno | Sede    | Superficie | Avversaria         | Risultato   |
| --------- | ---- | ------- | ---------- | ------------------ | ----------- |
| Bronzo    | 1996 | Atlanta | Cemento    | Mary Joe Fernández | 7–6(6), 6–4 |

#### Doppio femminile: 2 (2 medaglie d’argento)
| Risultato | Anno | Sede    | Superficie | Compagna      | Avversarie                        | Punteggio      |
| --------- | ---- | ------- | ---------- | ------------- | --------------------------------- | -------------- |
| Argento   | 1988 | Seul    | Cemento    | Helena Suková | Zina Garrison Pam Shriver         | 4–6, 6–2, 10–8 |
| Argento   | 1996 | Atlanta | Cemento    | Helena Suková | Gigi Fernández Mary Joe Fernández | 7–6(6), 6–4    |

### WTA Tour Championship

#### Singolare: 1 (1 vittoria)
| Risultato  | Anno | Sede     | Superficie       | Avversaria  | Punteggio        |
| ---------- | ---- | -------- | ---------------- | ----------- | ---------------- |
| Vincitrice | 1997 | New York | Sintetico indoor | Mary Pierce | 7–6(4), 6–2, 6–3 |

#### Doppio: 7 (2 vittorie, 5 finali)
| Risultato  | Anno | Sede     | Superficie       | Compagna                | Avversarie                            | Punteggio        |
| ---------- | ---- | -------- | ---------------- | ----------------------- | ------------------------------------- | ---------------- |
| Finalista  | 1991 | New York | Sintetico indoor | Gigi Fernández          | Martina Navrátilová Pam Shriver       | 4–6, 7–5, 6–4    |
| Finalista  | 1992 | New York | Sintetico indoor | Larisa Neiland          | Arantxa Sánchez Vicario Helena Suková | 7–6(4), 6–1      |
| Finalista  | 1993 | New York | Sintetico indoor | Larisa Neiland          | Gigi Fernández Natasha Zvereva        | 6–3, 7–5         |
| Runner-up  | 1994 | New York | Sintetico indoor | Arantxa Sánchez Vicario | Gigi Fernández Natasha Zvereva        | 6–3, 6(4)–7, 6–3 |
| Vincitrice | 1995 | New York | Sintetico indoor | Arantxa Sánchez Vicario | Gigi Fernández Natasha Zvereva        | 6–2, 6–1         |
| Finalista  | 1996 | New York | Sintetico indoor | Arantxa Sánchez Vicario | Lindsay Davenport Mary Joe Fernández  | 6–3, 6–2         |
| Vincitrice | 1997 | New York | Sintetico indoor | Lindsay Davenport       | Alexandra Fusai Nathalie Tauziat      | 6(5)–7, 6–3, 6–2 |